# Liste der Kulturgüter in Stein AG
Die Liste der Kulturgüter in Stein enthält alle Objekte in der Gemeinde Stein im Kanton Aargau, die gemäss der Haager Konvention zum Schutz von Kulturgut bei bewaffneten Konflikten, dem Bundesgesetz vom 20. Juni 2014 über den Schutz der Kulturgüter bei bewaffneten Konflikten sowie der Verordnung vom 29. Oktober 2014 über den Schutz der Kulturgüter bei bewaffneten Konflikten unter Schutz stehen.
Objekte der Kategorien A und B sind vollständig in der Liste enthalten, Objekte der Kategorie C fehlen zurzeit (Stand: 1. Januar 2023). Unter übrige Baudenkmäler sind weitere geschützte Objekte zu finden, die in der Bau- und Nutzungsordnung der Gemeinde verzeichnet und nicht bereits in der Liste der Kulturgüter enthalten sind.

## Kulturgüter
| Foto |                                                                                             | Objekt                                                          | Kat. | Typ | Standort                            | Beschreibung |
| ---- | ------------------------------------------------------------------------------------------- | --------------------------------------------------------------- | ---- | --- | ----------------------------------- | ------------ |
| ja   | Datei hochladen · Wikidata zu Holzbrücke, Rheinbrückstrasse (Q685650)                       | Holzbrücke KGS-Nr.: 00257                                       | A    | G   | Schaffhauserstrasse 638646 / 266871 |              |
| ja   | Datei hochladen · Wikidata zu Biotop Bustelbach (altsteinzeitliche Fundstelle) (Q106020700) | Biotop Bustelbach (altsteinzeitliche Fundstelle) KGS-Nr.: 15801 | B    | F   | 639351 / 266451                     |              |

## Übrige Baudenkmäler
| ID  | Foto |                                                                   | Objekt                                                    | Typ | Standort                                            | Beschreibung |
| --- | ---- | ----------------------------------------------------------------- | --------------------------------------------------------- | --- | --------------------------------------------------- | ------------ |
| K1  | ja   | Datei hochladen · Wikidata zu Reformierte Kirche Stein (Q1323184) | Reformierte Kirche                                        | G   | Gartenstrasse 9 638603 / 265997                     |              |
| K2  | ja   | Datei hochladen                                                   | Gasthof zum Adler (um 1740)                               | G   | Zürcherstrasse 1 638335 / 265939                    |              |
| K3  | ja   | Datei hochladen                                                   | Bauernhaus (um 1830/40, mit älterem Bestand)              | G   | Schaffhauserstrasse 2 638353 / 265959               |              |
| K4  | ja   | Datei hochladen                                                   | Bauernhaus (um 1840)                                      | G   | Gartenstrasse 3 638471 / 266015                     |              |
| K5  | ja   | Datei hochladen                                                   | Bauernhaus (1789)                                         | G   | Gartenstrasse 1 638454 / 266022                     |              |
| K6  | ja   | Datei hochladen                                                   | Wohnhaus (1803)                                           | G   | Schaffhauserstrasse 10 638435 / 266029              |              |
| K7  | ja   | Datei hochladen                                                   | Bauernhaus (um 1830/40)                                   | G   | Zürcherstrasse 34 638526 / 265864                   |              |
| K8  | ja   | Datei hochladen                                                   | Schönauerkreuz (1600)                                     | K   | Rheinbrückstrasse 638704 / 266871                   |              |
| K9  | ja   | Datei hochladen                                                   | Friedhofkreuz (19. Jh.)                                   | K   | Friedhof / Schulstrasse 638567 / 266035             |              |
| K10 | ja   | Datei hochladen                                                   | Wegkreuz (1960, Sockel 1840)                              | K   | Langackerstrasse/Bäumliackerstrasse 638894 / 266046 |              |
| K11 | ja   | Datei hochladen                                                   | Wegkreuz (1867)                                           | K   | Münchwilerstrasse / Sportplatzweg 639241 / 266080   |              |
| K12 |      | Datei hochladen                                                   | Wegkreuz (20. Jh.)                                        | K   | Rütistrasse                                         |              |
| K13 | ja   | Datei hochladen                                                   | Zwei Glocken der alten röm.-kath. Pfarrkirche (1835/1911) | K   | Schulstrasse 6 638602 / 266042                      |              |
| K14 | ja   | Datei hochladen                                                   | Brunnen beim Zollhaus (1889)                              | K   | bei Rheinbrückstrasse 14 638726 / 266851            |              |
| K15 |      | Datei hochladen                                                   | Brunnen (18. Jh.)                                         | K   | Schaffhauserstrasse                                 |              |

Legende: Siehe Legende der Liste der Kulturgüter von nationaler und regionaler Bedeutung. Anstelle der KGS-Nummer wird als Objekt-Identifikator (ID) die Inventar- oder Gebäudenummer in der Bau- und Nutzungsordnung der Gemeinde verwendet.